# Barrio Latino de Copenhague

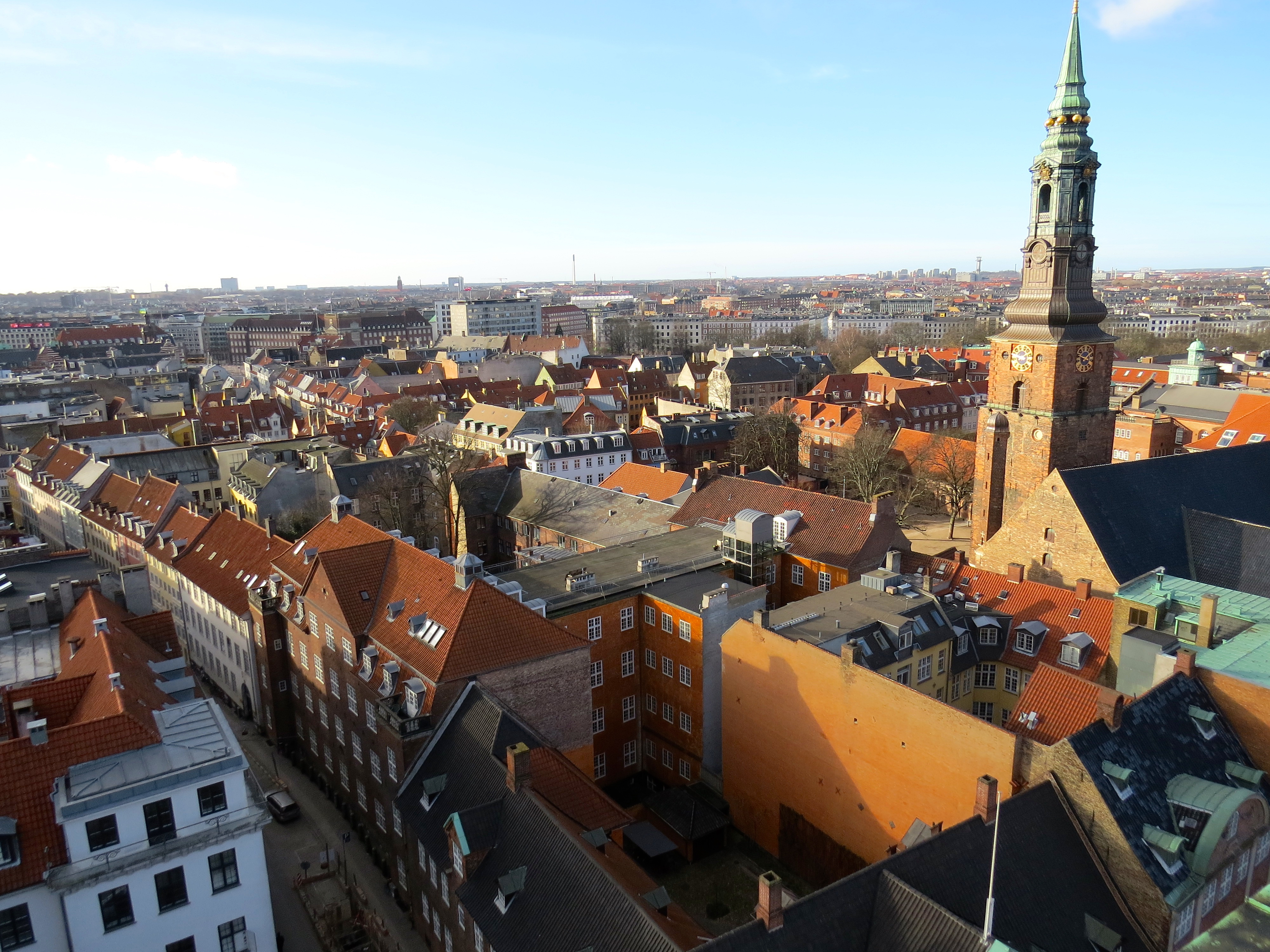
Vista del Barrio Latino

El Barrio Latino ( danés: Latinerkvarteret) es un barrio en el centro de Copenhague, Dinamarca. Está delimitado por Nørregade al oeste, Vestergade al sur, Vester Voldgade al este y Nørre Voldgade al norte. El nombre hace referencia a la lengua latina, que antaño se hablaba mucho en la universidad y sus alrededores, cuya sede histórica está situada al otro lado de Nørregade. En la actualidad, la mayor parte de la vida estudiantil se ha trasladado a cuatro nuevos campus, pero la zona sigue siendo conocida por su animado ambiente, con numerosas boutiques, cafés y locales nocturnos.

## Historia

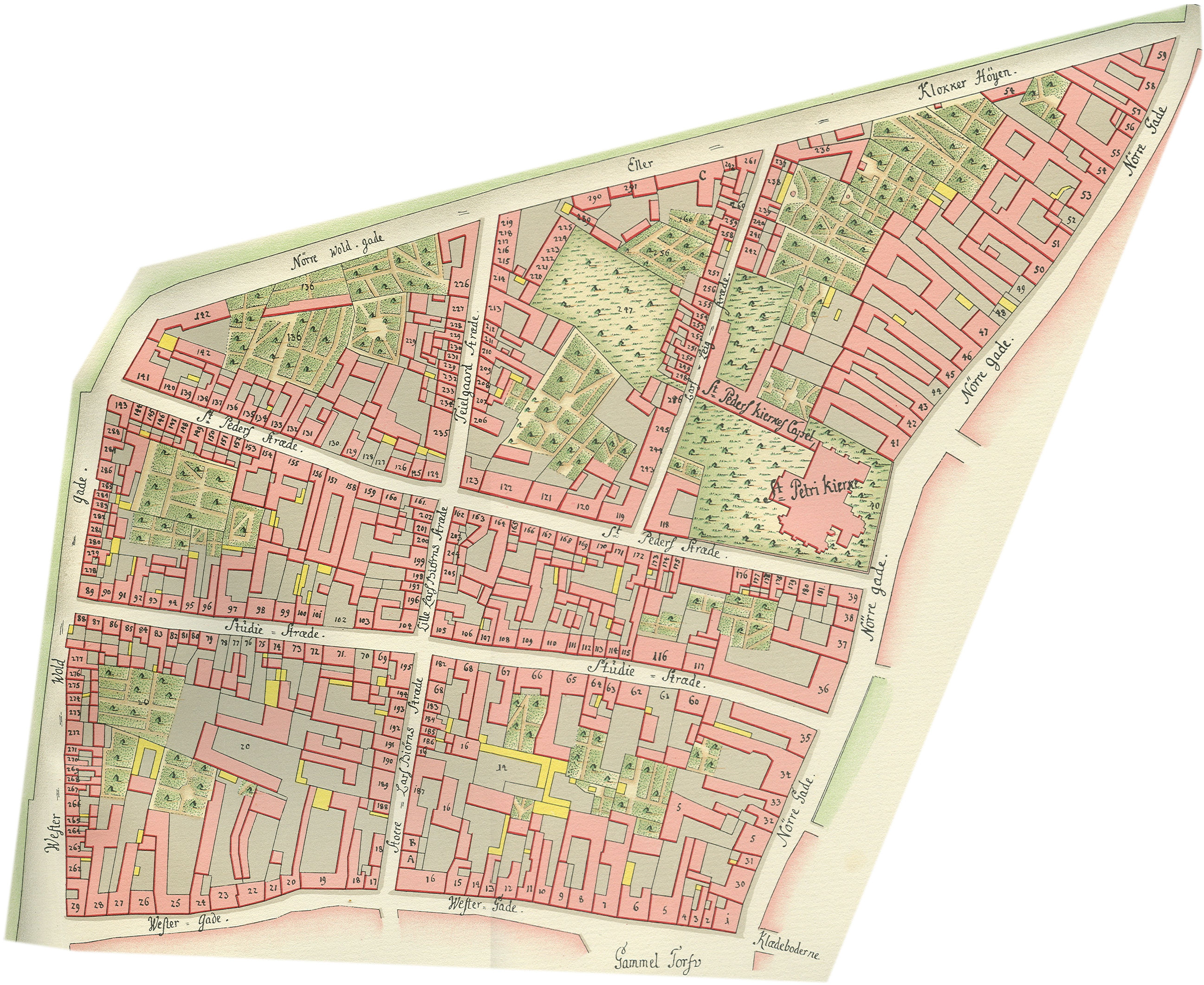
Mapa del distrito de Gedde del barrio Norte, 1757

Los alrededores de la Plaza de Nuestra Señora han sido un centro de aprendizaje y, por tanto, de uso de la lengua latina desde la Edad Media. El término Latinerkvarteret se utilizaba antiguamente para designar una zona más amplia a ambos lados de la plaza que incluía Store Kannikestræde, Krystalgade y Fiolstræde. 
En 1208, el obispo Peder Sunesøn fundó una escuela latina y un cuerpo de canónigos nobles en asociación con la Iglesia de Nuestra Señora.  Cuando se fundó la Universidad de Copenhague en 1479, ocupó el antiguo ayuntamiento y, después de la Reforma, el palacio episcopal en el lado norte de la Plaza de Nuestra Señora. La universidad asumió la responsabilidad de la educación de los sacerdotes, mientras que la Escuela de Nuestra Señora sobrevivió como la única escuela latina de Copenhague. En 1817 pasó a llamarse Escuela Metropolitana. Con la Reforma, el danés sustituyó al latín como lengua de la Iglesia, pero esta siguió siendo la lengua dominante en la universidad hasta aproximadamente 1800. 

## Calles
- Sankt Peders Stræde
- Studiestræde
- Teglgårdsstræde
- Larsbjørnsstræde
- Larslejsstræde
- Frue Plads
- Vestergade

## Edificios
El Complejo Studiegården consta de Studiegården, construido en 1916, y dos residencias para profesores: Studiestræde 6 y Sankt Peders Stræde 5, así como del Anexo Universitario, construido en 1861.
Fundada en 1588, Valkendorfs Kollegium (Sankt Peders Stræde 19) es la residencia universitaria más antigua de Dinamarca. El edificio actual es del año 1866 y fue diseñado por Christian Frederik Hansen. 

## Galería

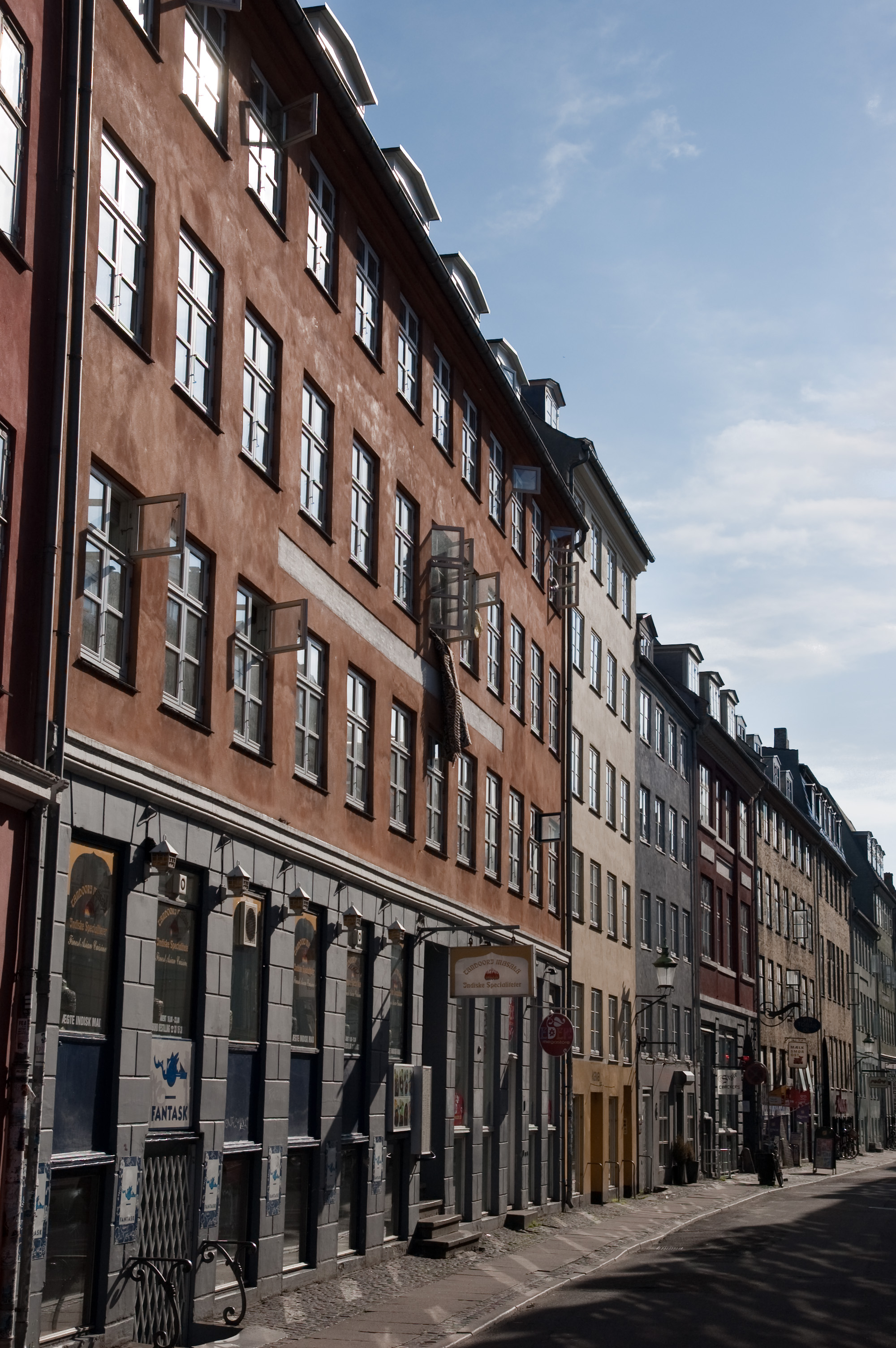
Sankt Peders Stræde.
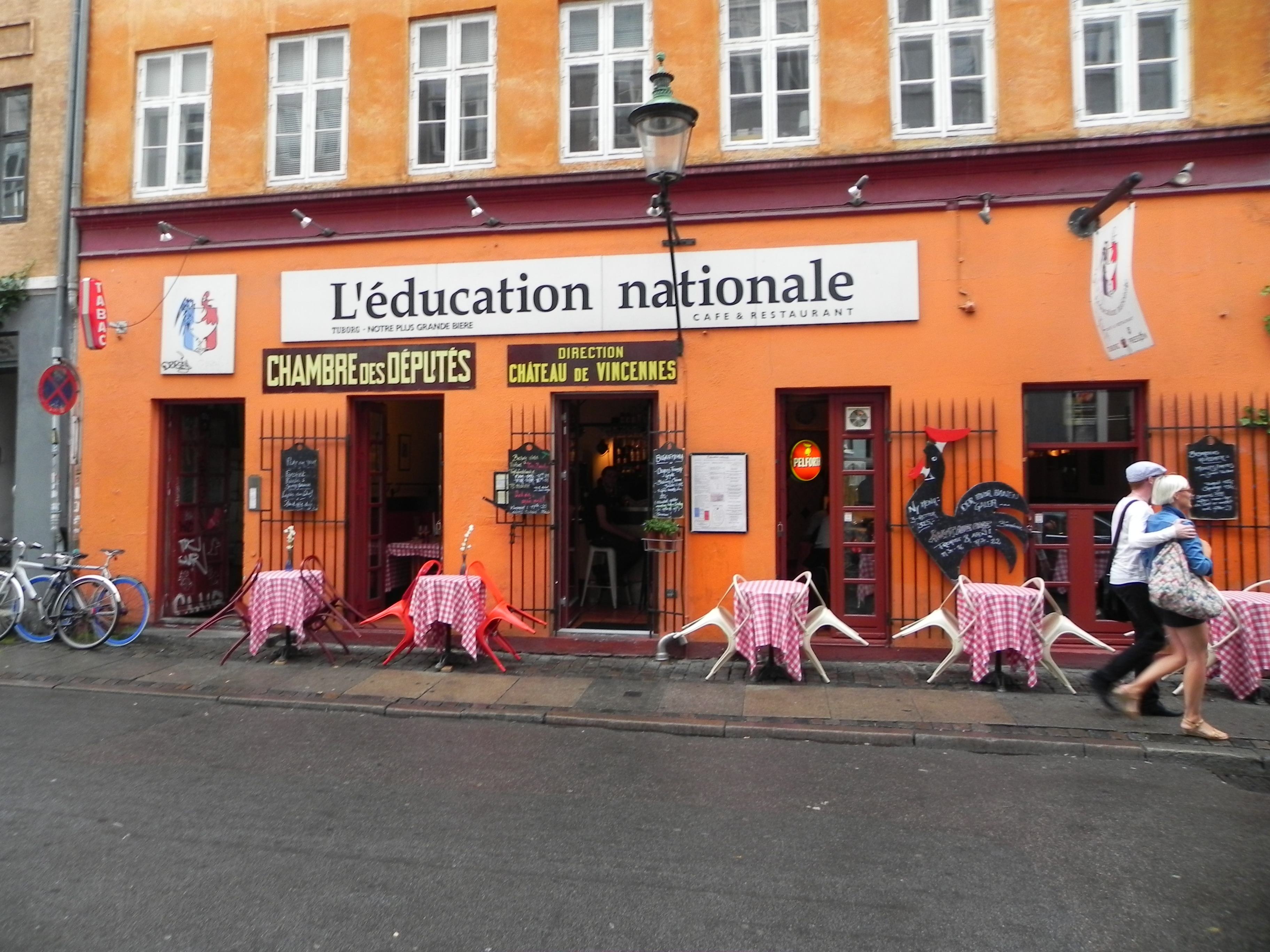
L'education nationale, un bistró francés en Lars Bjørnstræde.
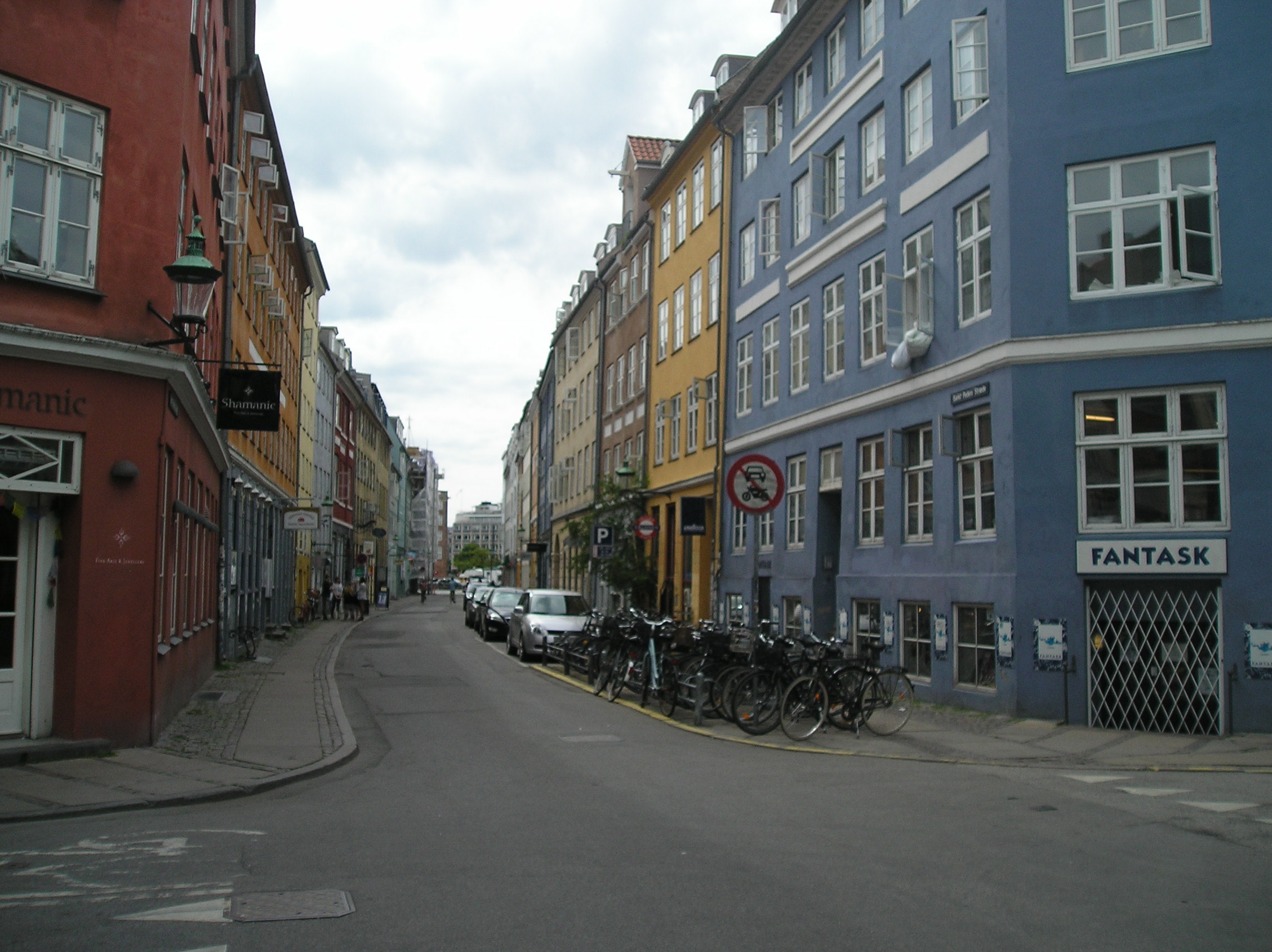
Sankt Peders Stræde
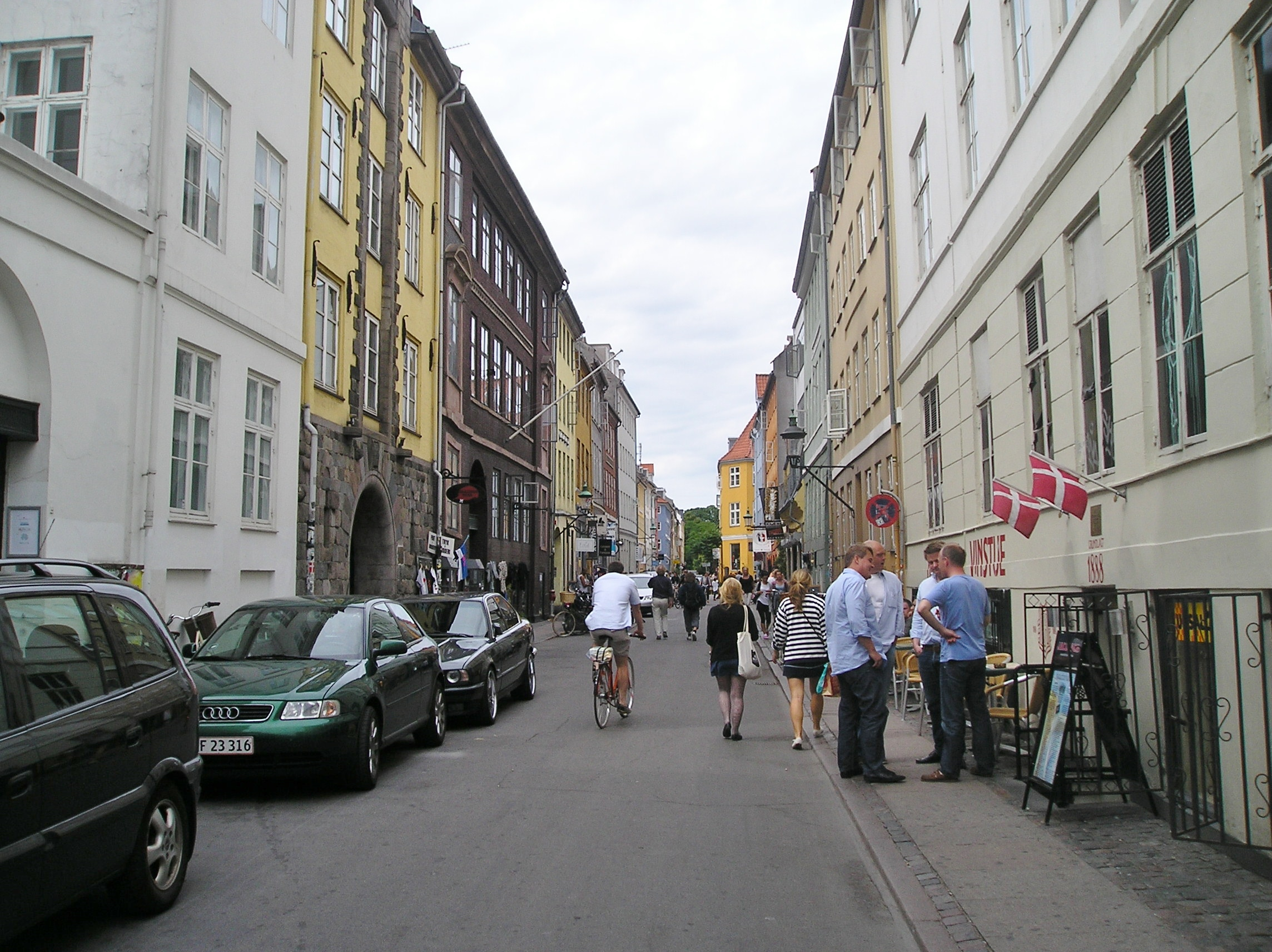
LarsBjørnstræde
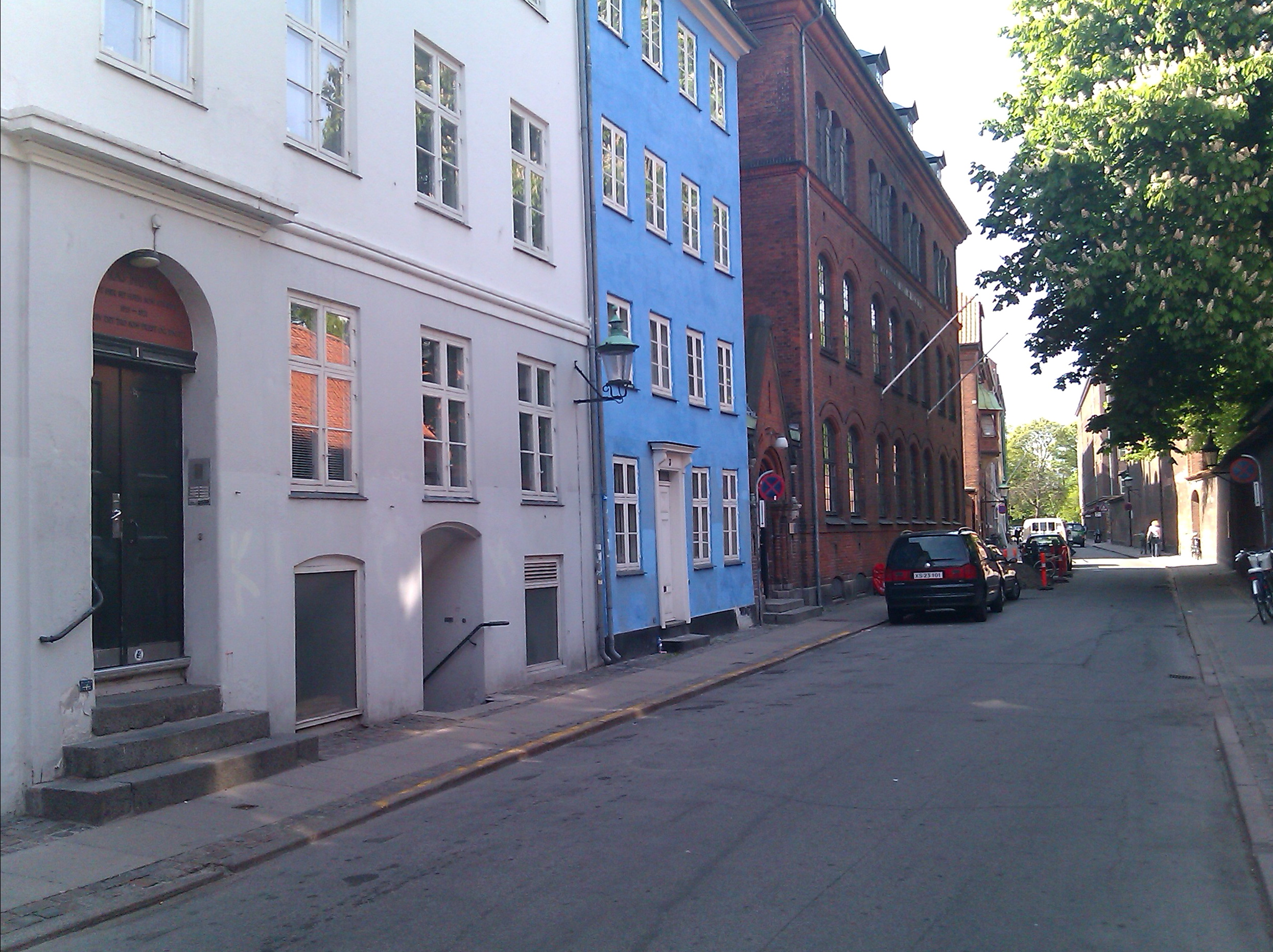
Larslejsstræde
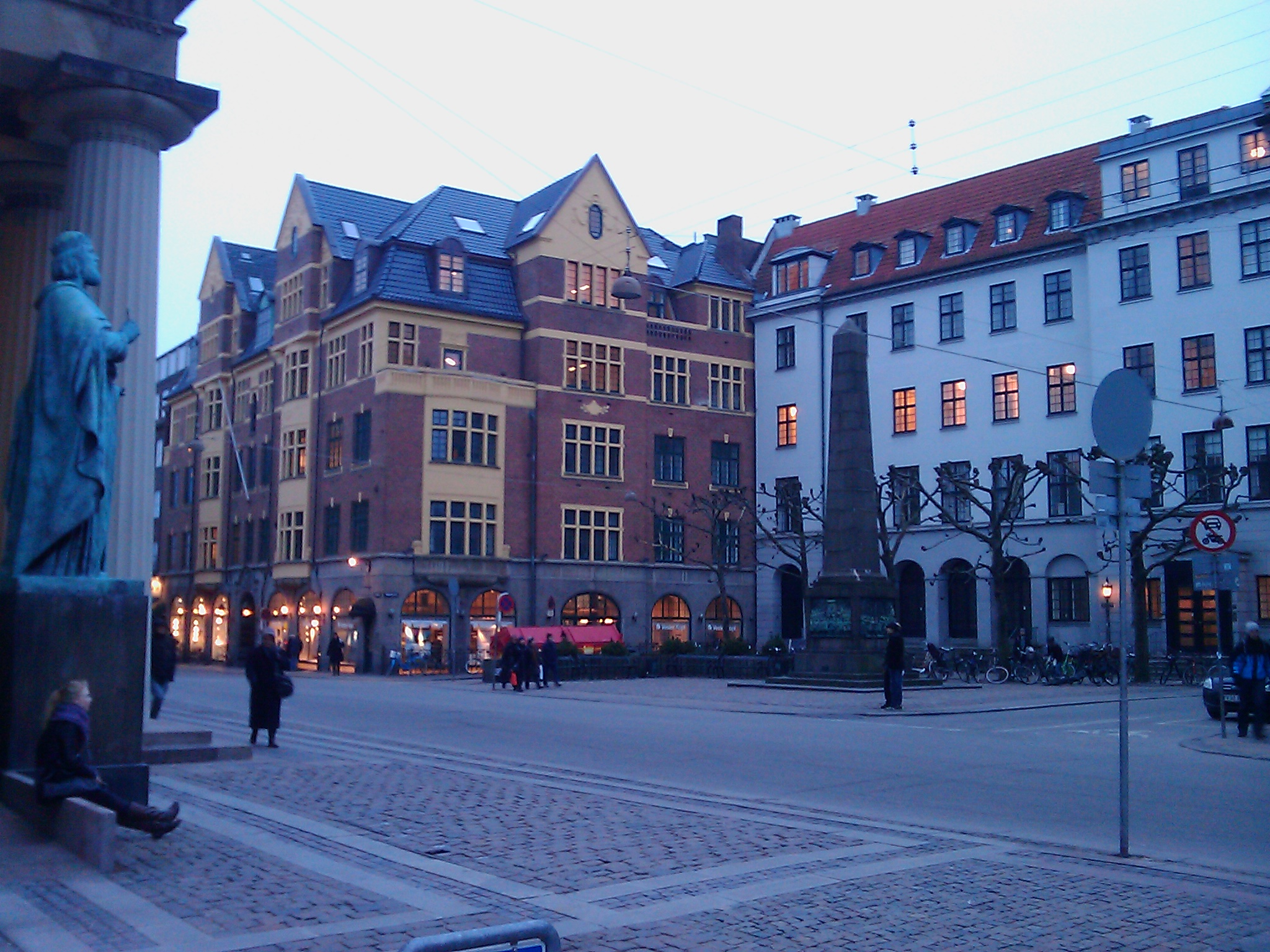
Bispetorv, en la esquina de Nørregade y Studiestræde.

## Literatura
- Linde, Peter: Latinerkvarteret . El cementerio de Erik Myrdahl. 1949. [4]